# Josef Lang (Geistlicher)
Josef Lang (* 15. Juli 1920 in Talheim; † 7. Mai 2007 in Neuburg an der Donau) war ein deutscher katholischer Priester und Missionar.

## Leben
Lang trat mit elf Jahren ins Josefinum der Comboni-Missionare in Ellwangen ein. Dort machte er vor dem Zweiten Weltkrieg mit dem letzten Jahrgang sein Abitur. Danach wurde er zum Reichsarbeitsdienst und zur Wehrmacht eingezogen. Nach dem Krieg studierte er Philosophie sowie Theologie und erhielt 1951 die Priesterweihe. Er war von 1951 bis 1959 Erzieher im 1946 gegründeten Seminar Xaverianum in Brixen und baute das Seminar um einen Gebäudekomplex für weitere 108 Schüler aus.
1959 wurde er als Missionar nach Peru gesandt. Dort baute er für die Comboni-Missionare ein Seminar in Tarma auf, dass 1963 von Bischof Anton Kühner eingeweiht wurde. Zur Finanzierung des Seminars gründete Lang in Lima eine Pension. Dies trug seine Ordensgemeinschaft nicht mit und Lang verließ die Kongregation. Er wurde Priester des Bistums Tarma in Peru. Für sein Engagement zu Gunsten von armen Kindern und Jugendlichen erhielt er 1972 das Bundesverdienstkreuz.
Seine letzten sieben Jahre verbrachte er in Deutschland. Er starb am 7. Mai 2007 im Altenheim des Klosters St. Elisabeth in Neuburg an der Donau und wurde auf dem Friedhof St. Wolfgang im selben Ort beerdigt.
Er war der Bruder des Stuckateurmeisters Alois Lang, welcher ebenfalls das Bundesverdienstkreuz erhielt.

## Ehrungen
- 1972: Bundesverdienstkreuz des Verdienstordens der Bundesrepublik Deutschland